# E.o.plauen
Erich Ohser dit e.o.plauen, né le 18 mars 1903 et mort dans la nuit du 5 au 6 avril 1944 à Berlin, est un dessinateur allemand, auteur notamment de la bande dessinée Vater und Sohn (Père et Fils).
Il se fait d'abord connaitre comme illustrateur et caricaturiste politique. Menacé par l'arrivée au pouvoir des nazis qui ont fréquemment été ses cibles, il est autorisé à travailler uniquement sous pseudonyme et avec l'interdiction d'aborder des questions politiques. C'est donc sous le nom d'« e.o.plauen » qu'il crée Vater und Sohn, qui obtient un immense succès et devient l'une des bandes dessinées allemandes les plus célèbres. Pendant la Seconde Guerre mondiale, il accepte de travailler pour Das Reich, hebdomadaire du parti national-socialiste, pour lequel il réalise essentiellement des dessins de presse s'attaquant aux adversaires militaires de l'Allemagne. Il demeure en privé hostile au pouvoir national-socialiste. Arrêté en 1944 par la Gestapo pour avoir tenu des propos défaitistes, il se suicide dans sa cellule à la veille de l'ouverture d'un procès qui se serait probablement terminé par sa condamnation à mort.

## Biographie

### Jeunesse et études
Erich Ohser est né le 18 mars 1903 à Untergettengrün, aujourd'hui Adorf/Vogtl., dans le Vogtland. Son père exerce la profession de douanier. Il déménage, à l'âge de quatre ans, dans la ville de Plauen, d'où il tient son pseudonyme. Il commence en 191 une formation professionnelle de serrurier. Ses professeurs remarquent ses dons pour le dessin, et suggèrent à son père de faire inscrire son fils dans une école d'artisanat et d'arts appliqués. Mais Erich Ohser a déjà fait un autre choix : après avoir terminé avec sa succès sa formation, il quitte Plauen en septembre 1920 pour aller suivre des cours du soir en arts plastiques à l'Akademie für Graphische Künste und Buchgewerbe de Leipzig,. Il s'y montre un étudiant brillant, dont les succès connaissent un certain écho dans sa ville natale. Le journal local mentionne ainsi qu'il a obtenu une bourse d'études grâce à ses bons résultats. Il organise par ailleurs en 1922 dans une librairie d'art de Plauen la première exposition de sa jeune carrière.
À l’Akademie, Ohser découvre les dernières tendances artistiques contemporaines. Les œuvres d'artistes tels que Max Liebermann, Georg Grosz, Alfred Kubin, influencent le développement de sa sensibilité artistique personnelle. À Leipzig, il fait également des rencontres qui vont jouer un rôle très important dans sa vie. Il y fait tout d'abord à l´Akademie la connaissance de sa future femme, la future illustratrice Marigard Bantzer, fille du peintre Carl Bantzer. Il se lie par ailleurs d'amitié avec Erich Kästner, qui étudie à l'université de Leipzig, et Erich Knauf, quant à lui employé comme journaliste par la Volkszeitung für das Vogtland (ou Plauener Volkszeitung),. Unis par leur goût pour la satire et une même vision artistique, les « trois Erichs » travaillent rapidement à des projets communs. Knauf fait ainsi appel à Ohser comme illustrateur, et une fois que Kästner est devenu lui-même rédacteur de la Neue Leipziger Zeitung, il permet également à son ami de travailler pour ce journal,.

### Débuts d'illustrateur et de caricaturiste politique
Alors qu'il est encore étudiant, Erich Ohser commence déjà à gagner sa vie grâce à ses dessins. Il illustre notamment en 1925 une version allemande des Histoires comme ça de Kipling,. Il continue naturellement dans cette voie après la fin de ses études. Il réalise en particulier les illustrations de recueils de poésie de Kästner. En 1927, Kästner écrit le poème érotique Abendlied des Kammervirtuosen qui évoque Ludwig van Beethoven dont on fête le centième anniversaire de la mort cette année-là. Le texte illustré par Ohser est publié par Knauf dans la Plauener Volkszeitung. Le journal conservateur Leipziger Neuesten Nachrichten critique violemment cette publication qu'il qualifie d'obscène et d'irrespectueuse envers la mémoire du grand compositeur, sans manquer de souligner que les deux auteurs travaillent pour son concurrent la Neue Leipziger Zeitung. Les deux amis quittent alors Leipzig pour Berlin, où les rejoint rapidement Knauf. Ohser trouve rapidement du travail comme dessinateur pour différents journaux. Erich Knauf lui obtient par ailleurs des travaux d'illustration d'œuvres de Mikhaïl Zochtchenko.
Erich Ohser se fait également connaître comme caricaturiste politique. Clairement positionné politiquement, il est membre à partir de 1928 du Parti social-démocrate d'Allemagne, et collabore à l'organe central de ce parti, Vorwärts. C'est Erich Knauf qui lui a permis d'entrer dans ce journal ; il y publie plus de 160 caricatures politiques entre fin 1929 et 1933. Il se moque souvent à travers ses dessins des dirigeants du Parti nazi tels que Joseph Goebbels et Alfred Hugenberg ; son dessin à l'humour féroce intitulé « Service à la nation » (Dienst am Volk) représentant un homme qui trace une croix gammée en urinant dans la neige est le plus connu de ceux réalisés pendant cette période. Les nazis ne sont pas ses seules cibles : il s'attaque également aux communistes radicaux.
Erich Ohser se marie en 1930 avec Marigard Bantzer. Leur fils Christian nait environ un an plus tard.

### Menacé par le pouvoir nazi

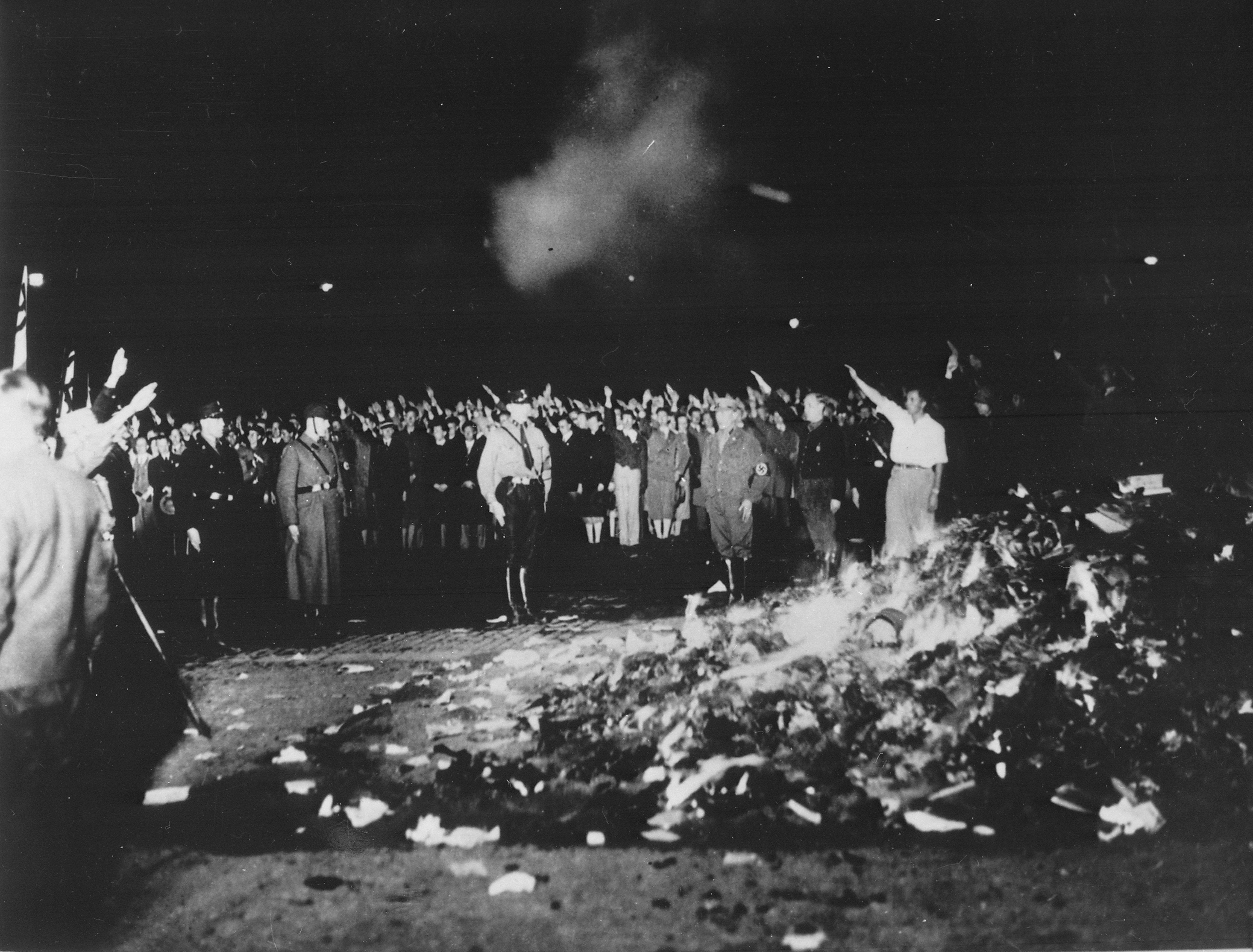
Autodafé du 10 mai 1933

L'arrivée au pouvoir des nazis semble devoir mettre fin à la carrière d'Erich Ohser. Dès le 10 mai 1933, il peut constater l'hostilité du nouveau pouvoir envers lui : des livres d'Erich Kästner qu'il a illustrés figurent parmi les ouvrages brûlés au cours d'un gigantesque autodafé orchestré par Goebbels,. Effrayé, il détruit les originaux de ses dessins politiques, et quitte Berlin,. Il n'arrive plus à trouver de travail ; ainsi son ancien journal la Neue Leipziger Zeitung refuse les dessins anodins qu'il lui a proposés. La famille doit se contenter de vivre chichement de ses économies et des revenus des quelques travaux d'illustration obtenus par sa femme Marigard. Erich Ohser se voit finalement refuser l'inscription à la Chambre de la presse du Reich, alors devenue quasi officiellement indispensable à toute personne voulant travailler pour la presse. Le refus est motivé par ses anciennes « activités marxistes ». Il ne peut cependant se résoudre à quitter l'Allemagne.

### Le succès avecVater und Sohn

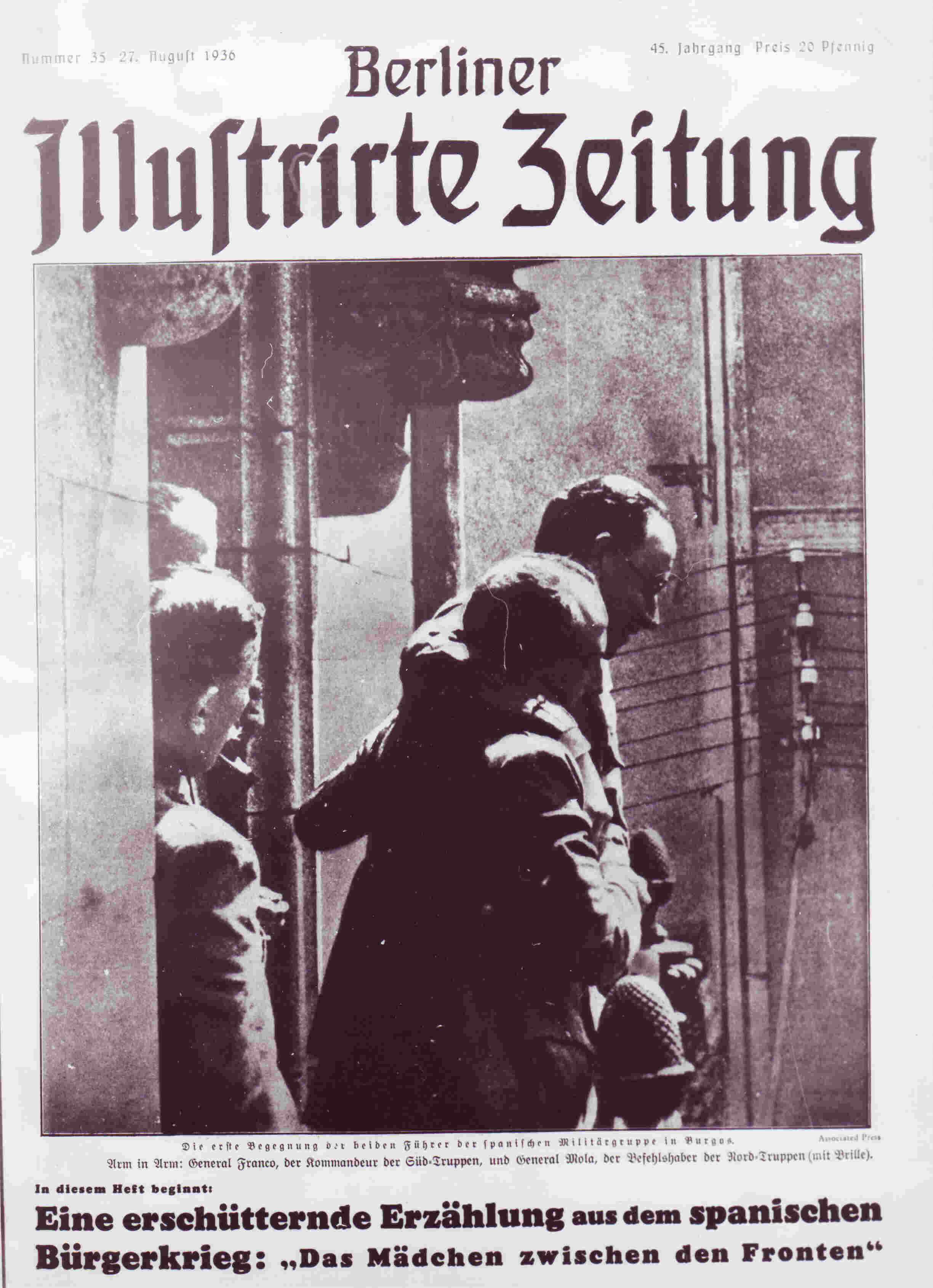
Une de la Berliner Illustrirte Zeitung

En 1934, la Berliner Illustrirte Zeitung lui offre une possibilité de contourner son interdiction de travail de fait. Le rédacteur Kurt Kusenberg a été chargé de créer pour le journal une série mettant en scène des stehende Figuren, c'est-à-dire des personnages que l'on retrouve dans les histoires illustrées qui sont les ancêtres de la bande dessinée moderne, telles que Max et Moritz. Kusenberg propose à Ohser de participer à la compétition qu'il organise dans ce but. Ohser présente un projet dont les héros sont un père tout en rondeur et un petit garçon, son fils, aux cheveux ébouriffés. Son projet est jugé le meilleur parmi ceux proposés par 32 artistes. Cependant, pour que cette bande dessinée puisse paraître, une autorisation spéciale du ministère du Reich à l'Éducation du peuple et à la Propagande est nécessaire : elle est personnellement accordée par Goebbels, aux conditions expresses que le dessinateur ne travaille pas sous son vrai nom, et qu'il ne fasse aucune référence à la politique dans ses dessins,. Ohser accepte, et signe à partir de ce moment du pseudonyme sous lequel il va devenir célèbre : « e.o.plauen », d'après ses initiales et le nom de la ville dans laquelle il a grandi.
La nouvelle série, Vater und Sohn (« Père et Fils ») commence à paraître dans le Berliner Illustrirte en 1934. Publiée dans cet hebdomadaire à large diffusion, elle obtient un grand succès. Un premier recueil des aventures des deux anti-héros s'écoule très rapidement à 90 000 exemplaires, et le succès ne se dément pas avec les tomes suivants. Les personnages sont même déclinés en produits dérivés tels que des figurines ou des tasses, et utilisés dans des publicités,. Ce succès ne passe pas inaperçu parmi les dirigeants nazis qui s'empressent d'accepter une proposition de l'éditeur de la Berliner Illustrirte Zeitung, Ullstein-Verlag, d'utiliser les personnages pour promouvoir la campagne de bienfaisance Winterhilfswerk organisée par le Parti nazi. Malgré les risques encourus, Ohser proteste vigoureusement contre cette action mais doit s'incliner : les donateurs reçoivent donc en cadeau un écusson Vater und Sohn créé pour l'occasion. Il empêche par ailleurs la publication de l'une de ses planches lorsqu'il s’aperçoit que des légendes antisémites vont y être ajoutées. Lassé de la pression imposée par ces tentatives de récupération politique mais aussi par l’immense succès populaire de ses personnages, il décide de mettre fin à la série à la fin de l'année 1937,.

### Caricatures contre les alliés pourDas Reich
Après l'arrêt de sa célèbre série, e.o.plauen continue à travailler pour la presse, notamment en publiant des dessins humoristiques dans la Berliner Illustrirte. Le succès de Vater und Sohn lui permet maintenant de travailler ouvertement. En 1940, il accepte une proposition de travailler pour l'hebdomadaire Das Reich mis en place par Goebbels dans le but d'influencer les couches intellectuelles de la population allemande. Il y reprend ses activités de caricaturiste, mais cette fois ses cibles sont exclusivement les pays avec lesquelles l'Allemagne nazie est en guerre. Auprès de son ami Hans Fallada, e.o.plauen se justifie de ces activités en affirmant dessiner contre les Alliés mais pas pour les nazis. Il réalise près de 800 dessins pour l'hebdomadaire nazi entre 1940 et 1944.

### Arrestation et suicide

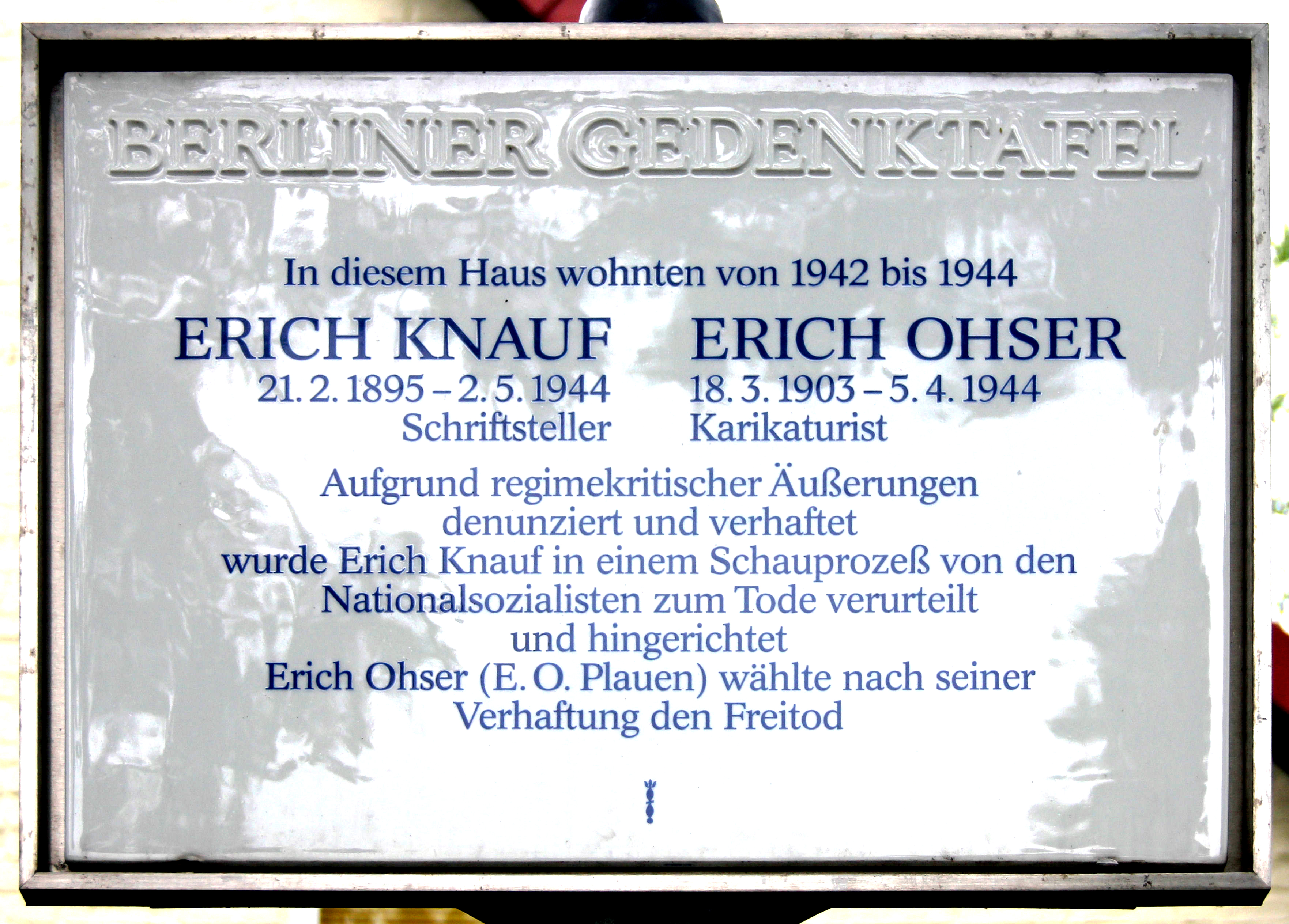
Plaque commémorative berlinoise rappelant les circonstances de l'arrestation et de la mort d'Erich Knauf et Erich Ohser.

En 1944, l'atelier d'Ohser est détruit par un bombardement. Déprimé par la mort qu'il voit chaque jour autour de lui à Berlin, il est de plus en plus convaincu de l'inéluctabilité de la défaite de l'Allemagne. Il ne cache guère son hostilité envers le régime nazi, qu'il manifeste par un humour grinçant. Selon le témoignage d'amis, il raille ouvertement en public les dirigeants nazis sans se préoccuper de qui pourrait entendre ces propos interdits. Cette attitude va causer sa perte : un voisin qui l'a entendu se moquer d'Hitler et Goebbels dans un abri anti-aérien le dénonce à la Gestapo. Il est arrêté en mars 1944 en même temps que son ami Erich Knauf pour avoir tenu des propos défaitistes. L'issue du procès qui doit avoir lieu dans le Volksgerichtshof du juge Roland Freisler, célèbre pour sa cruauté et sa soumission aux ordres du pouvoir nazi, ne fait aucun doute : il se terminera de manière certaine par des condamnations à mort. Le 5 avril 1944, à la veille de l'ouverture du procès, Erich Ohser se suicide par pendaison dans sa cellule. Il a laissé une lettre d'adieu dans laquelle il endosse toute la responsabilité des propos hostiles au régime qui leur sont reprochés à Erich Knauf et lui, tentant ainsi de disculper son ami. Cela n'empêche pas Knauf d'être condamné à mort et exécuté quelques semaines plus tard.

## Vater und Sohn
La série se présente comme une bande dessinée généralement sans paroles, de cinq ou six vignettes, dans laquelle un homme chauve, gros, portant la moustache et son fils s'embarquent dans des situations quotidiennes fâcheuses. Le père peine souvent à imposer son autorité à un fils malicieux et inventif. Les péripéties des deux personnages constituent l'essentiel des scénarios, mais ces aventures laissent clairement transparaitre la relation d'affection et de tendresse qui unit le père et le fils. Un total de 157 épisodes sont parus de 1934 à 1937 dans le Berliner Illustrirte Zeitung.
Vater und Sohn est de loin l’œuvre d'e.o.plauen la plus connue. La série est généralement considérée comme l'un des grands classiques de la bande dessinée allemande, et sa popularité ne s'est pas démentie depuis sa publication initiale dans les années 1930.

## Relations avec le national-socialisme
Bien qu'il soit mort en tant qu'opposant au régime, les relations entre Ohser et le national-socialisme ne peuvent être qualifiées simplement. Sa biographe Elke Schulze évoque à leur propos une « ambivalence ». Du temps de la République de Weimar, Ohser est clairement un opposant, qui attaque fréquemment les nazis dans ses dessins de presse. Menacé, interdit de travail après 1933, il ne quitte pourtant pas l'Allemagne mais accepte un compromis avec le régime pour pouvoir exercer son métier. Sa série à succès a un caractère très anodin par rapport à ses précédents travaux politisés, mais il y joue aussi avec les limites de la censure pour cacher des messages critiques envers le régime et résiste autant qu'il le peut aux tentatives de récupération de ses populaires personnages par le régime. D'un autre côté, il est à noter que l'éditeur Ullstein-Verlag qui publie la Berliner Illustrirte, journal dans lequel est paru la série, a été racheté de force à bas prix à ses propriétaires juifs par une société proche des nazis, qui a orienté politiquement ses publications dans le sens souhaité par le nouveau pouvoir.
L'attitude d'Erich Ohser au cours de ses années Vater und Sohn est proche de l'idée d'émigration intérieure, dont l'interprétation est toujours sujette à controverses. En revanche, son travail au cours des années de guerre lui est plus directement reproché : en publiant ses caricatures dans Das Reich, il a directement participé à une entreprise de propagande pro-nazie organisée par Goebbels. Sa défense qui consiste à dire qu'il aurait dessiné contre les alliés mais pas pour les nazis n'est pas complètement dénuée de fondements (il n'a ainsi jamais réalisé de dessin antisémite) mais est parfois jugée insuffisante : « Le compromis avec le régime nazi s'est ainsi lentement transformé en compromission ». Il demeure cependant clair qu'Erich Ohser n'a jamais éprouvé la moindre sympathie pour les idées nazies. Pour Elke Schulze, ces contradictions l'avaient placé dans une situation intolérable avant même son arrestation. Il éprouvait un besoin irrépressible de se décharger du poids causé par cette situation sans issue, ce qui expliquerait l'imprudence à l'origine de son arrestation.

## Mémoire

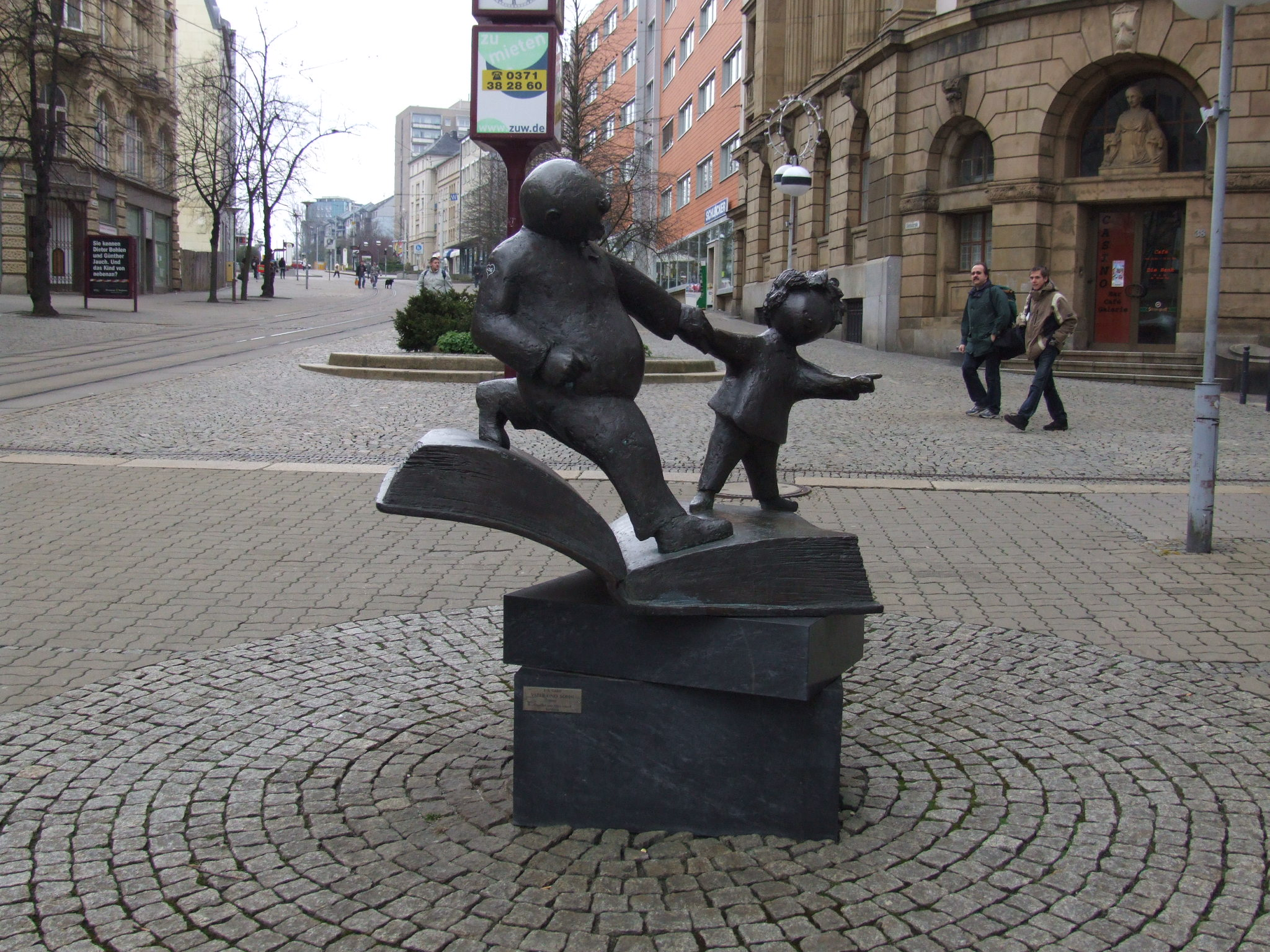
Statue représentant les personnages de Vater und Sohn à Plauen

D'abord enterrées à Reichenbach an der Fils où s'étaient réfugiés sa femme et son fils après la destruction de leur appartement berlinois en 1943, les cendres d'Erich Ohser sont transportées en 1968 dans le cimetière central de sa ville de Plauen. Plauen s'investit dès lors dans la préservation de la mémoire et de l’œuvre de « son » célèbre auteur. Une « galerie e.o.plauen » y est ainsi créée en 1993 avec le soutien de la ville afin de présenter au public des originaux de l'auteur. La mémoire d'e.o.plauen est également honorée à travers le « prix e.o.plauen ». Ce prix est décerné conjointement par la ville de Plauen et la e.o.plauen Gesellschaft tous les trois ans à un caricaturiste, illustrateur ou dessinateur contemporain. L’œuvre la plus célèbre d'e.o.plauen est également rappelée sur une place de Plauen par une sculpture qui représente les héros de Vater und Sohn.

## Œuvres publiées

### Publications en langue allemande

#### Vater und Sohn
Publication originale dans la presse
Berliner Illustrirte Zeitung, Ullstein-Verlag, décembre 1934 - décembre 1937
Albums (édition actuelle)
- Vater und Sohn – Band 1, Südverlag, 2014, 112 p. (ISBN 978-3-87800-051-8)
- Vater und Sohn – Band 2, Südverlag, 2014, 112 p. (ISBN 978-3-87800-052-5)
- Vater und Sohn – Band 3, Südverlag, 2014, 112 p. (ISBN 978-3-87800-053-2)
- Vater und Sohn. Sämtliche Streiche und Abenteuer, Constance, Südverlag, 2003, 318 p. (ISBN 978-3-87800-042-6)édition de luxe intégrale de la série

#### Illustration
- (de) Rudyard Kipling, Das kommt davon [« Just So Stories »], Leipzig, Abel & Müller, 1925

#### Œuvres complètes
- Politische Karikaturen, Zeichnungen, Illustrationen und alle Bildgeschichten Vater und Sohn, Südverlag, 2000, 336 p. (ISBN 978-3-87800-037-2)contient l'intégrale de Vater und Sohn, des dessins de presse et des illustrations

### Publications en langue française
- Père et Fils  (trad. de l'allemand), Paris, Le Seuil, janvier 1999, 62 p. (ISBN 2-02-034831-4)
- Vater und sohn : Père et Fils, l'intégrale, Warum, juin 2015, 300 p. - Sélection Patrimoine du Festival d'Angoulême 2016 - Lauréat du Prix du patrimoine[31].